# Gele lijn (metro van Washington)

Washington Metro plan

De Yellow Line (vertaald Gele lijn) is een metrolijn in de regio Washington D.C. die loopt van Huntington tot Fort Totten en bevat 17 stations, maar slechts twee ervan zijn enkel voor de Gele lijn (Eisenhower Avenue en Huntington). De andere worden gedeeld met respectievelijk de Groene lijn of de Blauwe lijn.
De lijn werd geopend in 1983.